# Girolatabukten
Girolatabukten (franska: Golfe de Girolata) är en bukt i Medelhavet på nordvästra Korsika som avgränsas av Scandolahalvön och Capo Senino. Den ingår sedan 1983 i Unescovärldsarvet Portobukten tillsammans med 
Pianaravinerna och Scandola naturreservat. 
Innerst i bukten ligger byn Girolata som bara kan nås med båt eller via en 7 kilometer lång vandringsled. Den skyddade hamnen övervakas av Fortin de Girolata, en kulturskyddad borg som byggdes av genuesarna på 1500-talet.